# Плутоній-239
Плуто́ній-239 — радіоактивний нуклід хімічного елемента плутонію з масовим числом 239. Іноді його відносять до радіоактивного сімейства 4n+3, так званого ряду актинію (хоча, як правило, вважають, що цей ряд починається з природного урану-235, який і утворюється при розпаді практично неіснуючого в природі плутонію-239).
Відкритий в 1941 році Гленном Сіборгом, Дж. Кеннеді, Артуром Валем та Еміліо Сегре.
В природі зустрічається в надзвичайно малих кількостях в уранових рудах. Радіогенний плутоній-239 утворюється з урану-238 при захопленні нейтронів, які виникають при спонтанному поділі урану (235U і 238U) та в результаті реакцій (α, n) на легких елементах, які входять до складу руд; ще одним джерелом нейтронів є космічне випромінювання.
Активність одного грама цього нукліда становить приблизно 2,3 ГБк.

## Утворення та розпад
Плутоній-239 утворюється в результаті таких розпадів:
- β−-розпад нукліда 239Np (період напіврозпаду становить 2,356(3)[1] діб):

{\displaystyle \mathrm {^{239}_{93}Np} \rightarrow \mathrm {^{239}_{94}Pu} +e^{-}+{\bar {\nu }}_{e};}
- K-захоплення, здійснюване нуклідом 239Am (період напіврозпаду становить 11,9(1)[1] годин):

{\displaystyle \mathrm {^{239}_{95}Am} +e^{-}\rightarrow \mathrm {^{239}_{94}Pu} +{\bar {\nu }}_{e};}
- α-розпад нукліда 243Cm (період напіврозпаду становить 29,1(1)[1] років):

{\displaystyle \mathrm {^{243}_{96}Cm} \rightarrow \mathrm {^{239}_{94}Pu} +\mathrm {^{4}_{2}He} .}
Розпад плутонію-239 відбувається в таких напрямах:
- α-розпад в 235U (ймовірність 100 %[1], енергія розпаду 5 244,51(21) кеВ[2]):

{\displaystyle \mathrm {^{239}_{94}Pu} \rightarrow \mathrm {^{235}_{92}U} +\mathrm {^{4}_{2}He} ;}
енергія випромінюваних α-частинок:
5 105,5 кеВ (в 11,94 % випадків);
5 144,3 кеВ (в 17,11 % випадків);
5 156,59 кеВ (в 70,77 % випадків).
- Спонтанний поділ (ймовірність 3,1(6)× 10−10 %)[1];

## Отримання
Плутоній-239 утворюється в будь-якому ядерному реакторі, який працює на природному або слабозбагаченому урані, що містить, в основному, ізотоп 238U, при захопленні ним надлишкових нейтронів. При цьому відбуваються такі ядерні реакції:
{\displaystyle \mathrm {\hbox{n}} +{{}^{2}{}_{92}^{38}U}\rightarrow \mathrm {{}^{2}{}_{92}^{39}U} \rightarrow \mathrm {{}^{2}{}_{93}^{39}Np} +e^{-}+{\bar {\nu }}_{e}}
{\displaystyle \mathrm {{}^{2}{}_{93}^{39}Np} \rightarrow \mathrm {{}^{2}{}_{94}^{39}Pu} +e^{-}+{\bar {\nu }}_{e}}.
Для промислового виділення плутонію-239 з опроміненого ядерного палива використовують пюрекс-процес.

## Ізомери
Відомий єдиний ізомер 239Pum з такими характеристиками:
- Надлишок маси: 48 981,5(18) кеВ
- Енергія збудження: 391,584(3) кеВ
- Період напіврозпаду: 193(4) нc
- Спін та парність ядра: 7/2−

Розпад ізомерного стану здійснюється шляхом ізомерного переходу в основний стан..

## Використання
Плутоній-239 використовують:
- як ядерне паливо в ядерних реакторах на теплових нейтронах і особливо на швидких нейтронах;
- при виготовленні ядерної зброї (критична маса для голої кулі з металічного 239Pu становить приблизно 10 кг, для кулі у водяному відбивачі приблизно 5,2 кг[7]);
- як вихідна речовина для отримання трансплутонієвих елементів.